# Doorn
Doorn este o localitate situată în comuna Utrechtse Heuvelrug, în provincia Utrecht, din Țările de Jos. Are o populație de 9.420 locuitori. De la 1 ianuarie 2006, localitatea Doorn s-a unit cu Amerongen, Driebergen-Rijsenburg, Leersum și Maarn, pentru a forma noua comună Utrechtse Heuvelrug.

## Istorie

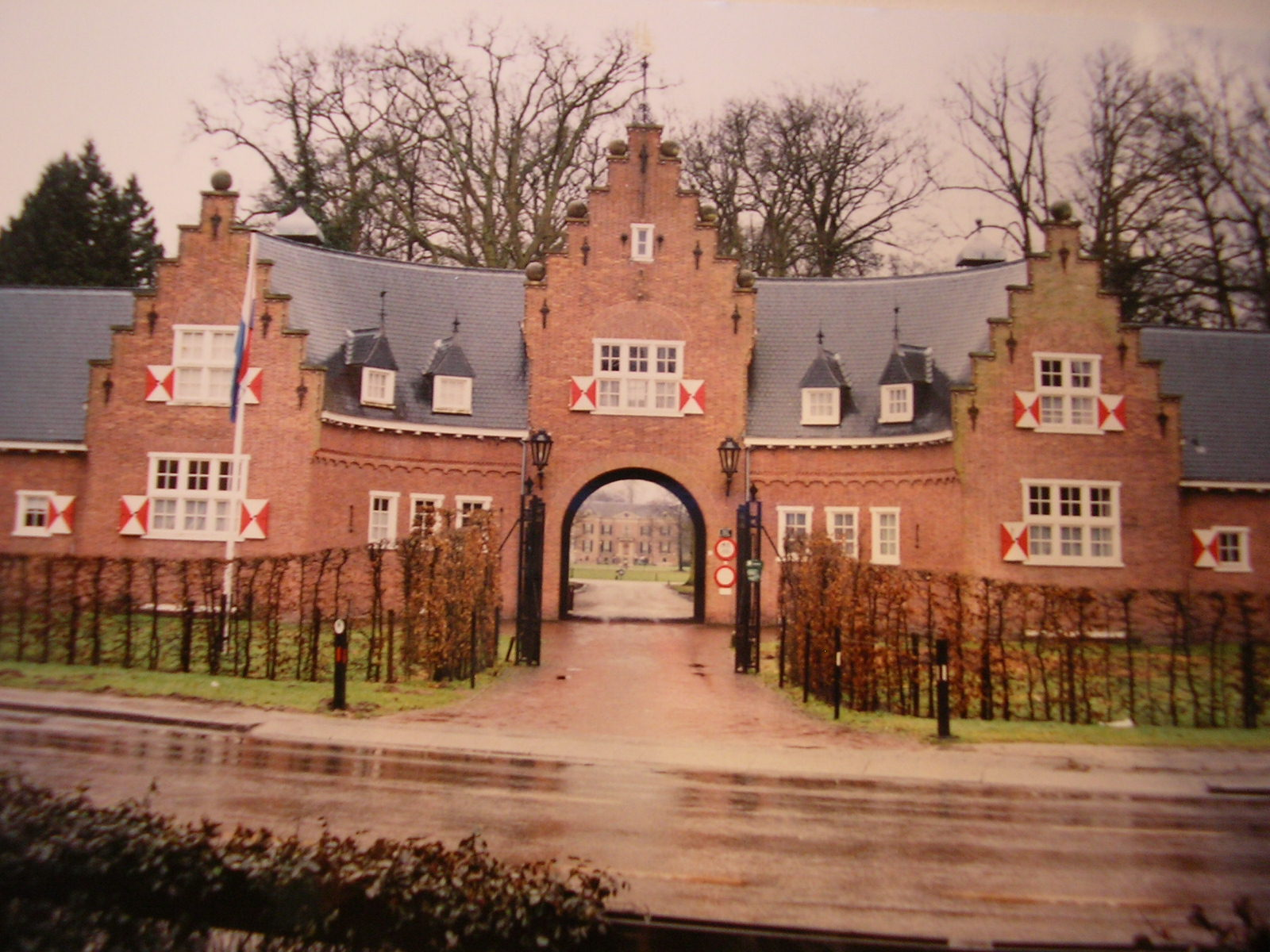
Poarta Castelului din Doorn

În oraș se găsește castelul Huis Doorn (Casa Doornei), unde a locuit ultimul împărat german și rege al Prusiei, Wilhelm al II-lea, după abdicarea și fuga sa din Germania, și unde a murit la 5 iunie 1941, în exil. Wilhelm II se născuse la Potsdam, în Prusia (azi Germania), la 27 ianuarie 1859.

## Orașe apropiate
- Amersfoort (14 km N)
- Wijk bij Duurstede (13 km S)
- Utrecht (25 km NV)
- Arnhem (44 km E)

## Orașe înfrățite
- România, Victoria, Județul Brașov, 1994;
- Germania, Hanau.

## Personalități
- Aart Jan de Geus (*28 iulie 1955), om politic olandez;
- Gijs Scholten van Aschat (*19 septembrie 1959), actor olandez;
- Wilhelm II, ultimul împărat german și ultimul rege al Prusiei, în exil, († 5 iunie 1941).

## Galerie de imagini

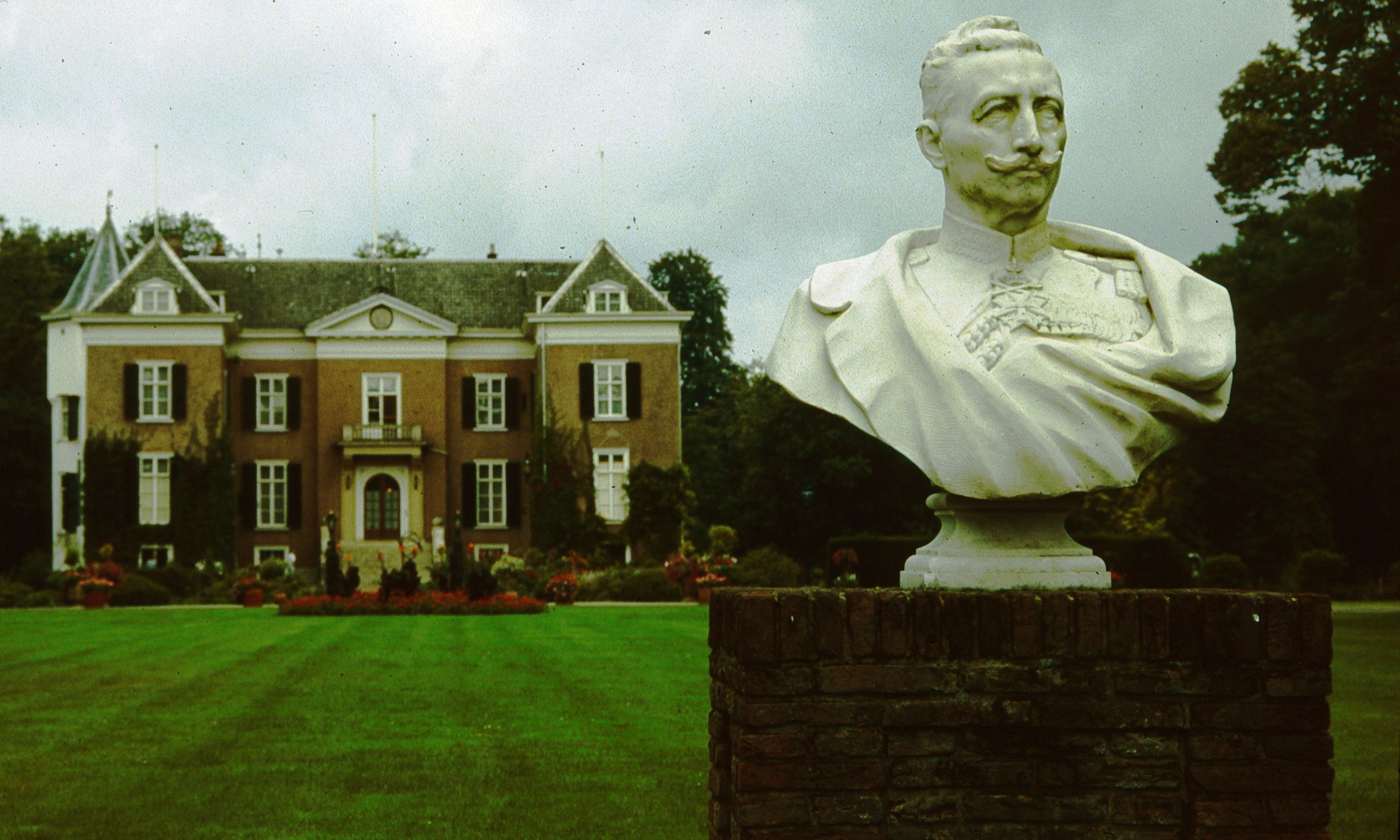
Ultimul împărat german Wilhelm al II-lea a trăit aici, în exil, peste douăzeci de ani, până la sfârșitul vieții sale, 5 iunie 1941.
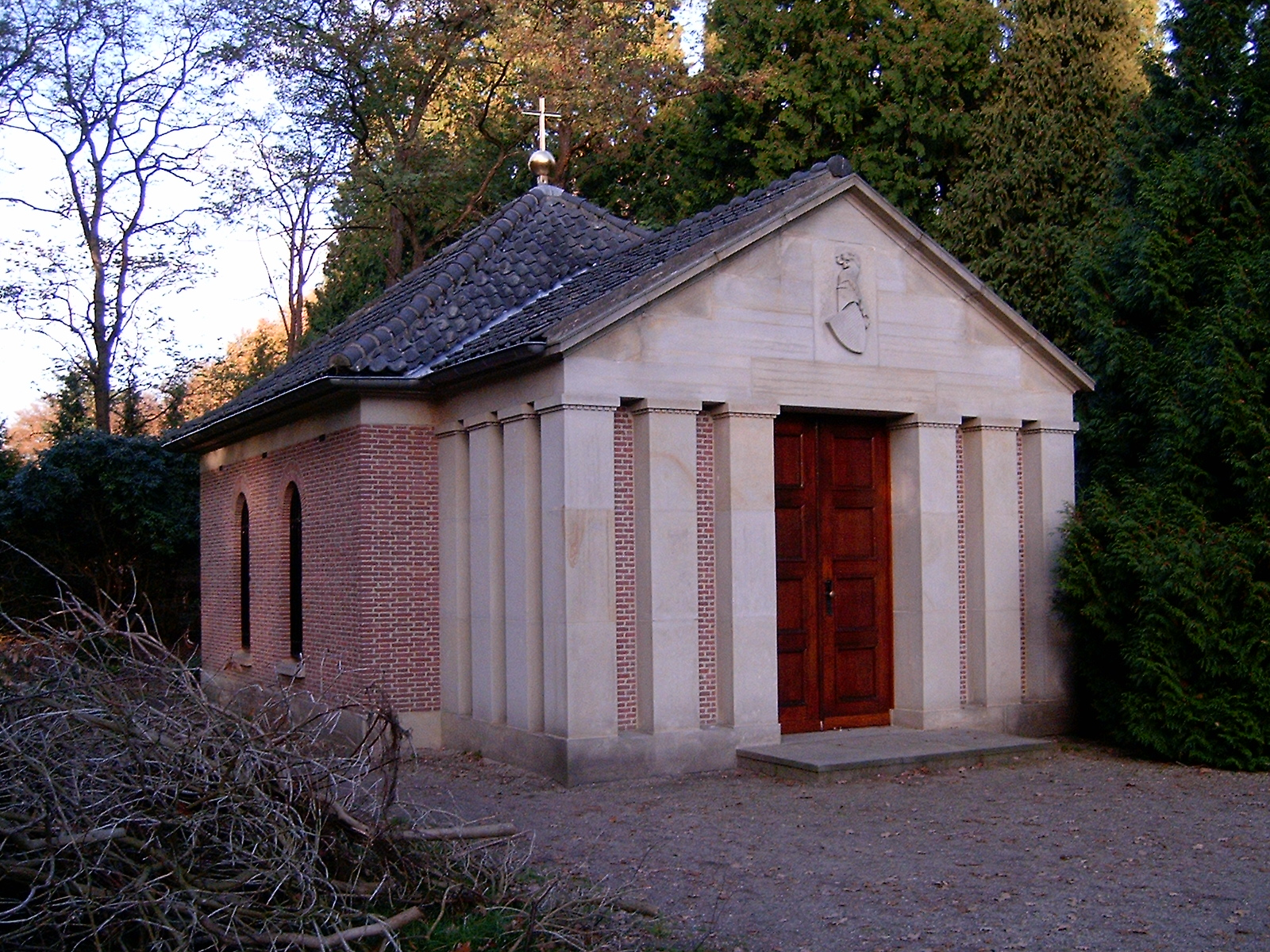
Mausoleul lui Wilhelm al II-lea al Germaniei

## Legături externă
- Mausoleul ultimului împărat german Wilhelm al II-lea Arhivat în 19 octombrie 2007, la Wayback Machine.